# Trek Trivia
Trek Trivia è un videogioco con domande sulla serie classica di Star Trek, scritto in Turbo Pascal per sistemi MS-DOS e pubblicato da Apogee Software nel 1988. È composto da 10 volumi, di cui il primo distribuito come shareware, mentre gli altri erano disponibili a pagamento. Ogni volume contiene 100 risposte multiple relative alla serie televisiva. Era anche possibile acquistare, per 100$, il codice sorgente del programma.
Apogee non era stata autorizzata dalla detentrice dei diritti d'autore di Star Trek; quando la Paramount lo scoprì, offrirono alla software house una licenza. Apogee rifiutò, adducendo che la licenza sarebbe costata di più che i guadagni ottenuti e ottenibili con il gioco, preferirono quindi togliere il titolo dai cataloghi e rilasciarlo nel pubblico dominio.